# Dr.-Julius-Leber-Straße

Verlauf der Dr.-Julius-Leber-Straße (rot markiert)

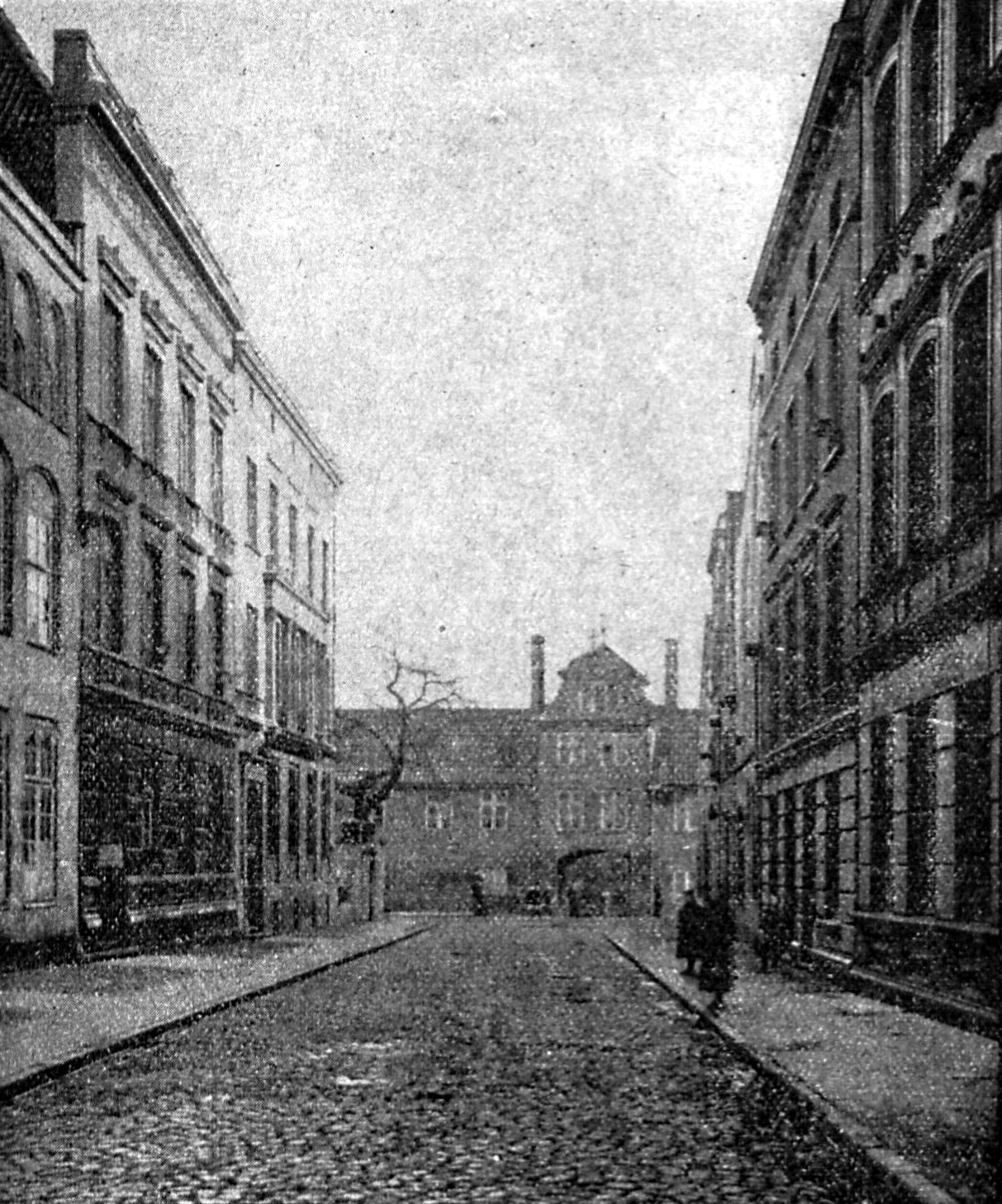
Untere Johannisstraße mit dem Mittelbau des niedergelegten St. Johannisklosters. (1903)

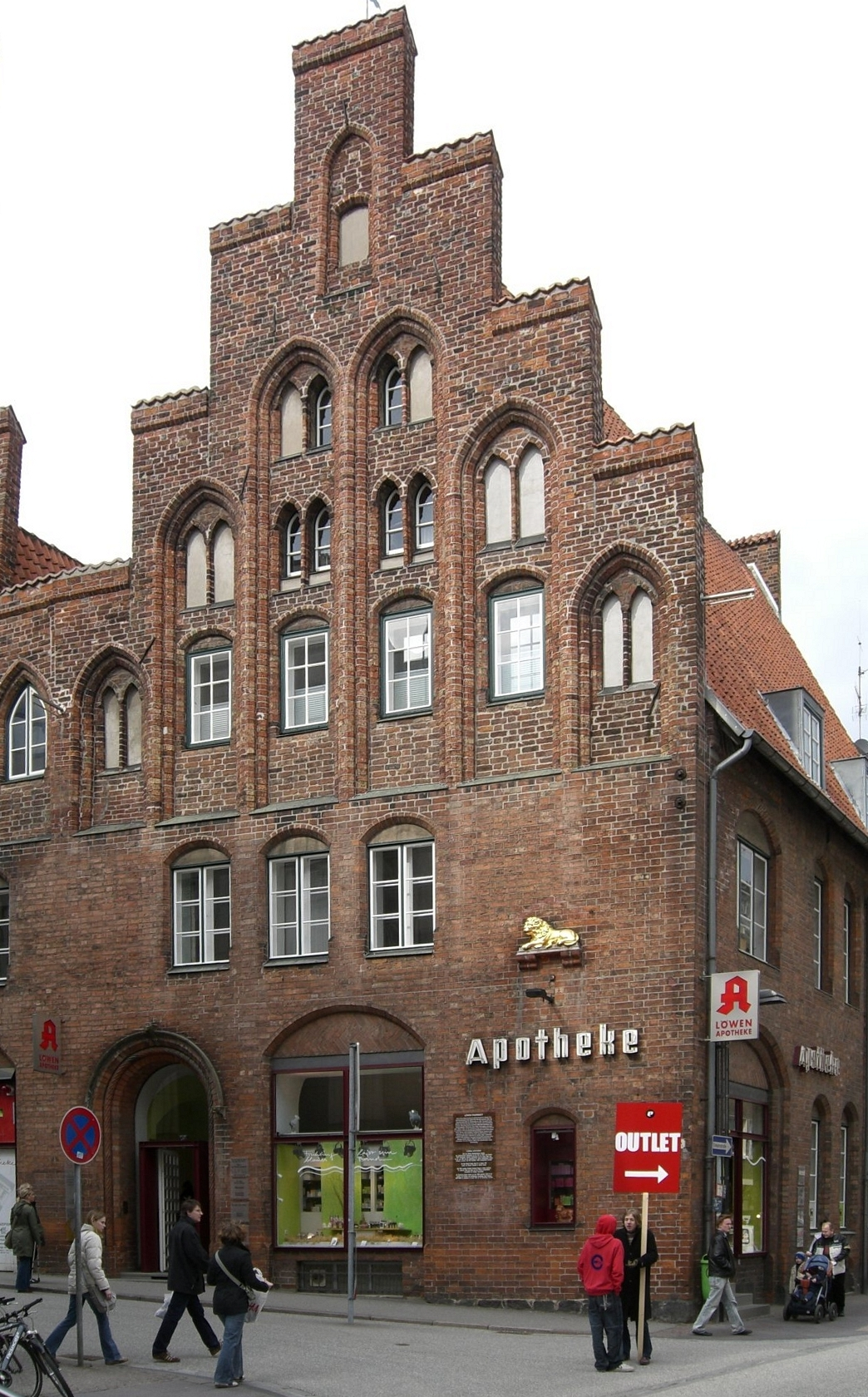
Löwenapotheke, ältester Profanbau Lübecks

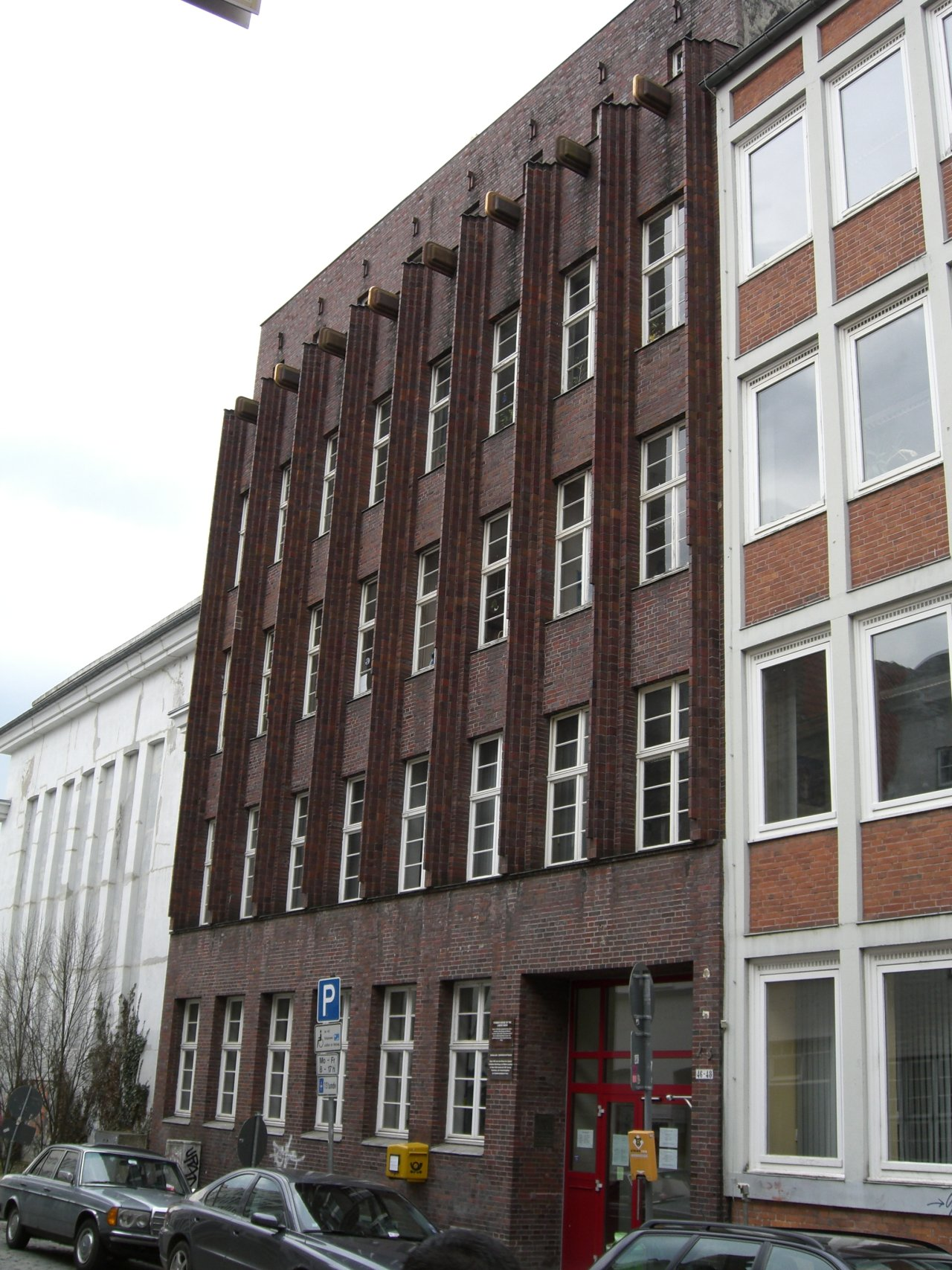
Ehemaliges Gewerkschaftshaus

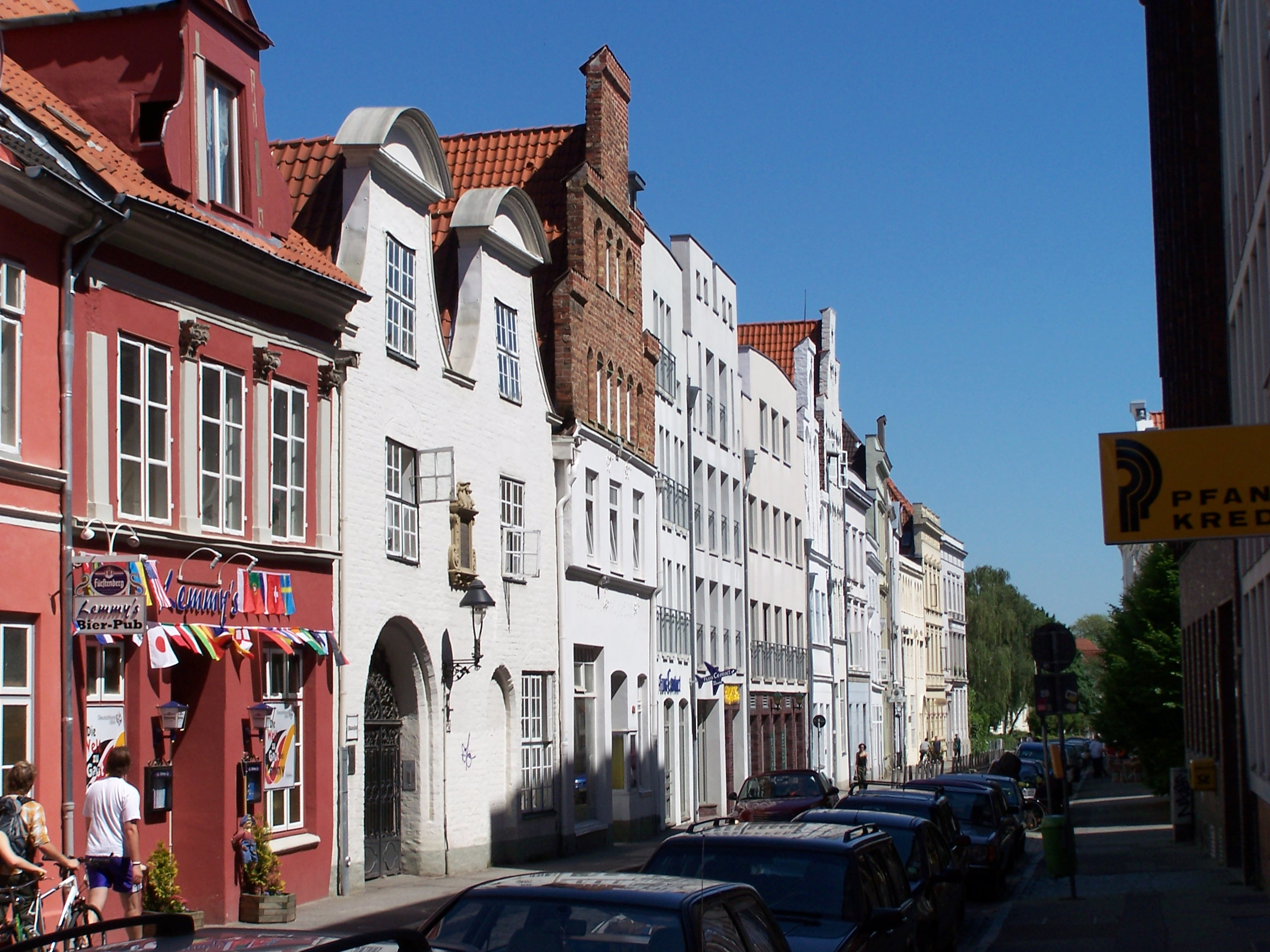
Unterer Teil der Dr.-Julius-Leber-Straße

Haasen-Hof, Johannisstraße 37

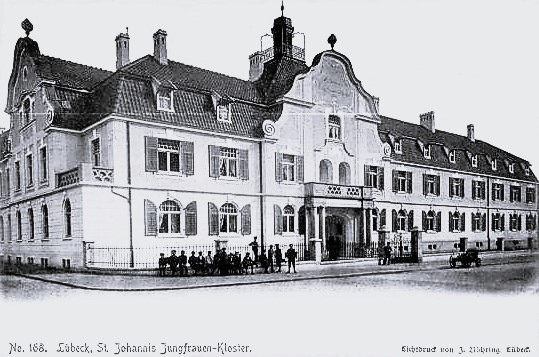
St. Johannis Jungfrauen-Kloster

Die Dr.-Julius-Leber-Straße in der lübeckischen Altstadt führte seit 1261 als Johannisstraße von der Breiten Straße zu dem 1177 gegründeten und 1903 abgebrochenen Benediktinerkloster St.-Johannis-Kloster sowie der 1806 abgebrochenen Klosterkirche. 1946 wurde sie zu Ehren des im Januar 1945 im Zusammenhang mit dem 20. Juli 1944 in Berlin hingerichteten (1891 geborenen) Vorsitzenden der Lübecker Sozialdemokratischen Partei und Reichstagsabgeordneten Julius Leber nach diesem in Dr.-Julius-Leber-Straße umbenannt.

## Verlauf und Bedeutung
Die Rippen-Straße beginnt an einer Straßenkreuzung mit der Breiten Straße, der Fußgängerzone, und verläuft dann im rechten Winkel zu ihr nach Osten bis hin zum Elbe-Lübeck-Kanal. Die Verlängerung nach Westen zur Trave hin, die ebenfalls in der Breiten Straße beginnt, ist die Mengstraße mit der Marienkirche und dem Buddenbrookhaus. Die Kreuzung an der Breiten Straße ist auch der geographische Mittelpunkt des Weltkulturerbes der Altstadtinsel. Dieser Punkt ist historisch von Bedeutung, weil hier die mittelalterlichen Stadtbezirke Jakobi-, Marien-, Marien-Magdalenen- und Johannis-Quartier aneinander anstießen. Gleichzeitig ist es der topographisch höchste Punkt des Hügels der Lübecker Altstadtinsel.
Früher hieß die Straße Johannisstraße, weil sich im unteren Anteil nahe dem Elbe-Lübeck-Kanal das ehemalige St.-Johannis-Kloster befindet, in dem heute das Gymnasium Johanneum untergebracht ist. Des Weiteren gibt es zwei türkische Obst- und Gemüseläden in der Straße.
Die Straße, an der das alte Gewerkschaftshaus (heute Ordnungsamt) und die Redaktionsräume des sozialdemokratischen Lübecker Volksboten lagen, wurde zu Ehren des Reichstagsabgeordneten und Widerstandskämpfers Julius Leber nach dem Zweiten Weltkrieg umbenannt.
Um 19 Uhr am Abend des 5. November 1918 fand unter dem Vorsitz von Hans Zeitz und seinem Stellvertreter W. Rethfeldt im Gewerkschaftshaus eine Versammlung des Soldatenrates statt. Im Anschluss daran machten sich geschlossene Züge aus Soldaten und Matrosen auf den Weg, um die Post, den Bahnhof und die Kasernen zu besetzen, die Offiziere zu entwaffnen und die höher Chargierten im „Hotel International“, Am Bahnhof 17, zu internieren. Dass sich im Laufe des nächsten Tages die Lage wieder entspannte, wurde dadurch sichtbar, dass der auf Grund der Bahnhofsbesatzung eingestellte Bahnverkehr wieder aufgenommen wurde.

## Gebäude unter Denkmalschutz
Unter Denkmalschutz stehen die Gebäude mit den Hausnummern 13, 21, das Hermberg’sche Haus, 25, 27, 31–41, 49–55, 65–71 ungerade und den Hausnummern 22, 32–42, 48, 58, 64, 68 und 76–78 gerade. Hervorzuheben ist der Stiftungshof Haasen-Hof (Nr. 37–39) als einer der typischen Lübecker Gänge und Höfe. Er wurde 1725 von der Weinhändlerswitwe Elisabeth Haase errichtet. Sie ließ das Wohnstift mit 13 Wohnungen für Witwen und ledige Frauen bauen.

### Löwenapotheke Nr. 13
An der Ecke Königstraße befindet sich mit dem Gebäude Dr.-Julius-Leber-Straße 13, seit 1812 der Löwen-Apotheke, eines der ältesten Gebäude der Stadt, zumindest der älteste erhaltene romanische Profanbau von vor dem ersten großen Stadtbrand 1251. Nach außen romanisch prägend ist der Giebel der Rückseite des Hauses von ca. 1230. Aus Anlass des Besuchs von Kaiser Karl IV. (1375) übernachtete Kaiserin Elisabeth in diesem Haus, das für den Besuch extra mit einer hölzernen Brücke über die Königstraße zum benachbarten Eckhaus als der Residenz des Kaisers ausgestattet wurde, damit die beiden unbemerkt von den schaulustigen Bürgern Umgang pflegen konnten. Das Haus hatte durch die Jahrhunderte prominente Bewohner: Tidemann Steen, Thomas von Wickede oder Gotthard von Höveln waren Politiker, deren Ansehen weit über die Grenzen des Stadtstaates hinausreichte. Die Malerin Maria Slavona und ihre ältere Schwester, die Ärztin Cornelia Schorer, wuchsen in mit dem Haus auf, das damals der Familie Schorer gehörte. Auch Erich Mühsam wuchs als Sohn eines Apothekers hier auf und setzte sich als Jugendlicher sehr für den Erhalt des damals gefährdeten Gebäudes ein.

### Kontorhaus Nr. 32
Eine reiche Geschichte seit dem 14. Jahrhundert hat das Kontorhaus Nr. 32 mit seiner Lübecker-Nachrichten-Diele, deren Name an die Nutzung des gesamten Quartiers durch diese Tageszeitung erinnert. Die große Diele des Hauses ist weitgehend noch in dem Zustand des 16. Jahrhunderts. Bedeutende Vorbesitzer des Hauses waren ab 1602 der Konsulent Heinrich Reiser, der Älteste der Kaufleutekompagnie und Ratsherr Heinrich Saffe (1648), die Familie von Melle und der Lübecker Bürgermeister Daniel Haecks (1735). Aus der Zeit des konservativen Eigentümers Haecks stammt die bekannte Dielensäule mit ihrem reichgeschnitzten Sattelholz, das eine Bacchusfigur zeigt, die noch dem Barock zuzuordnen ist. Letzte Veränderungen nahm um 1780 der Kaufmann Andreas Lohen vor.

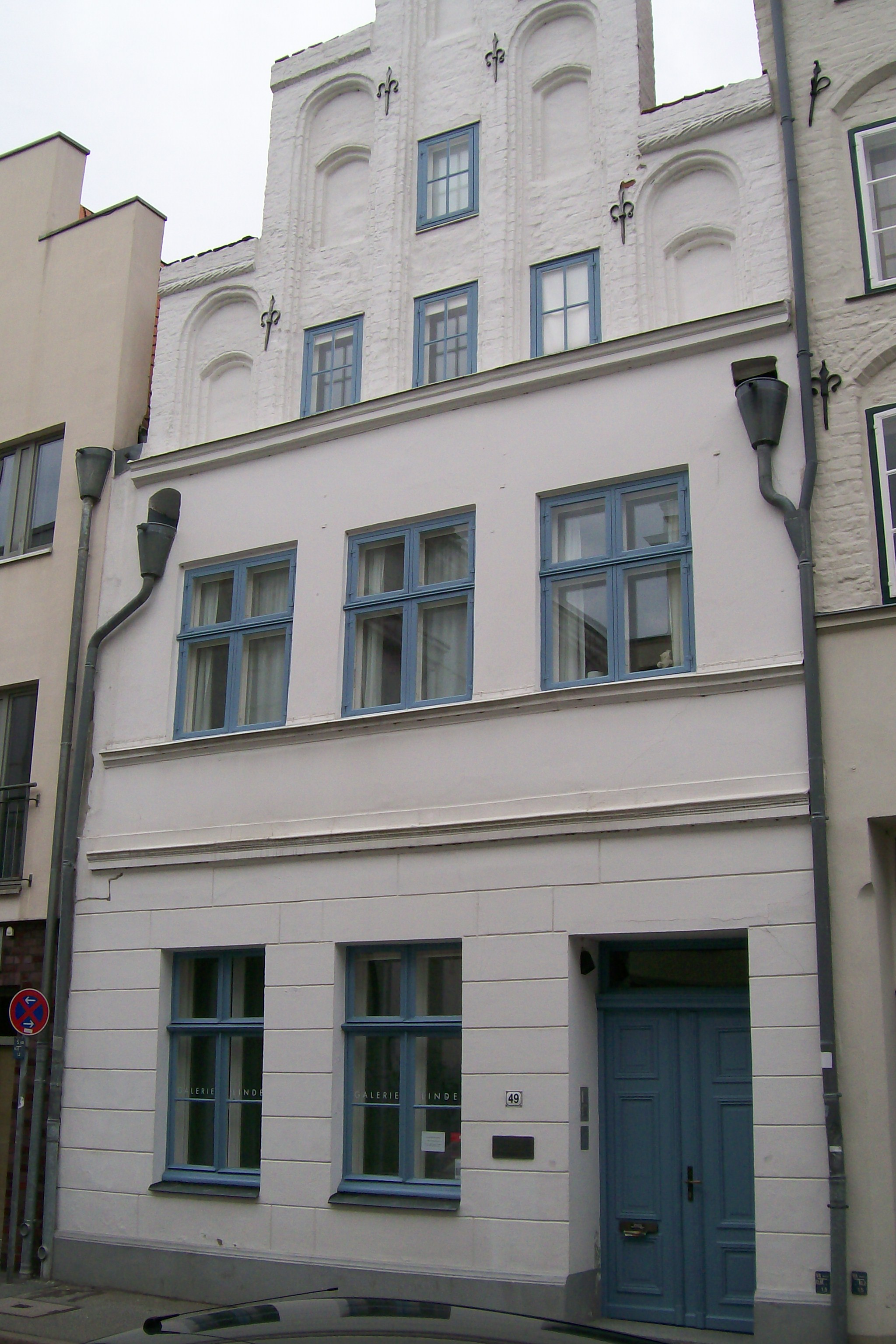
Haus Nr. 49 ist Sitz einer Galerie
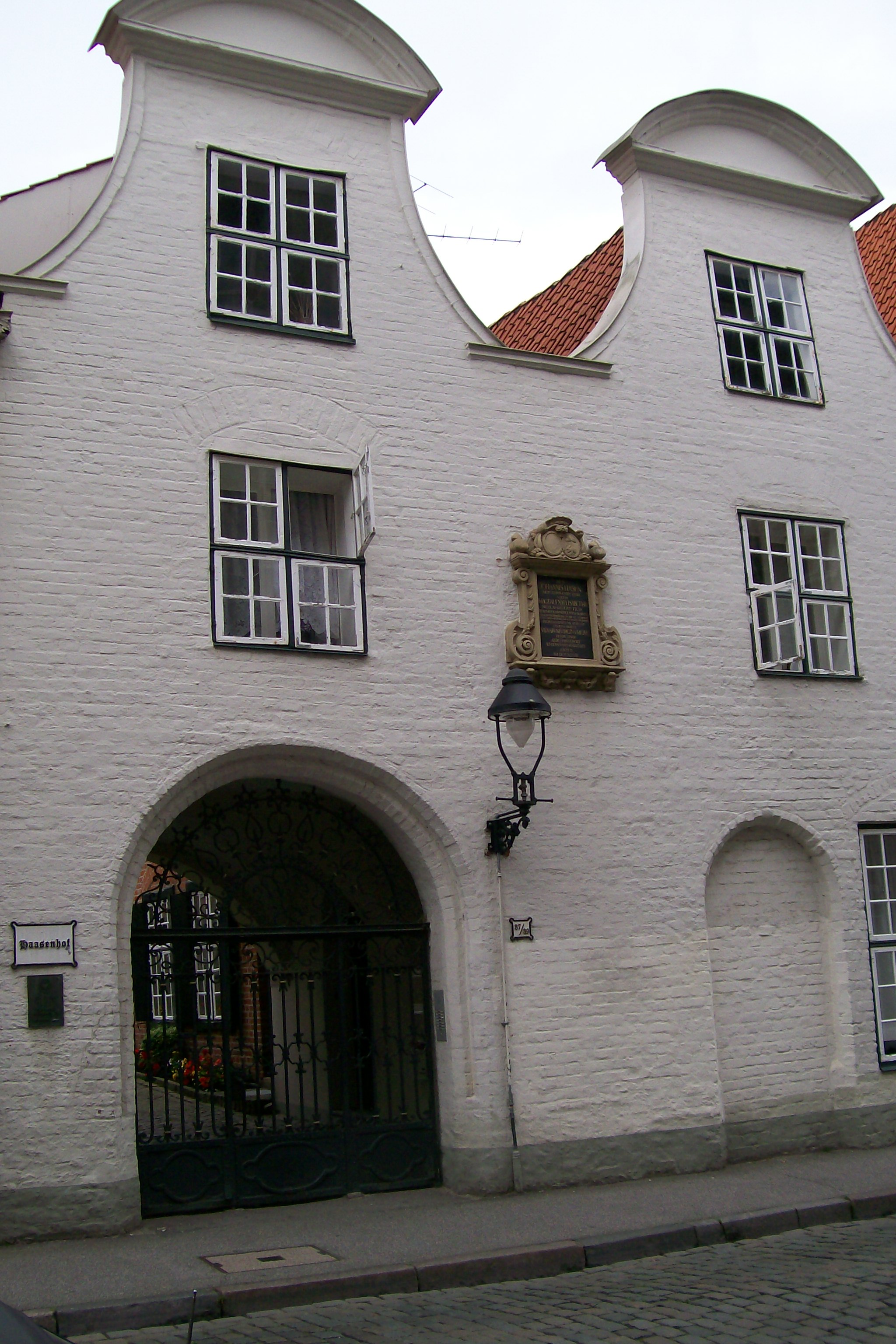
Haasen-Hof, gestiftet von Elisabeth Haase
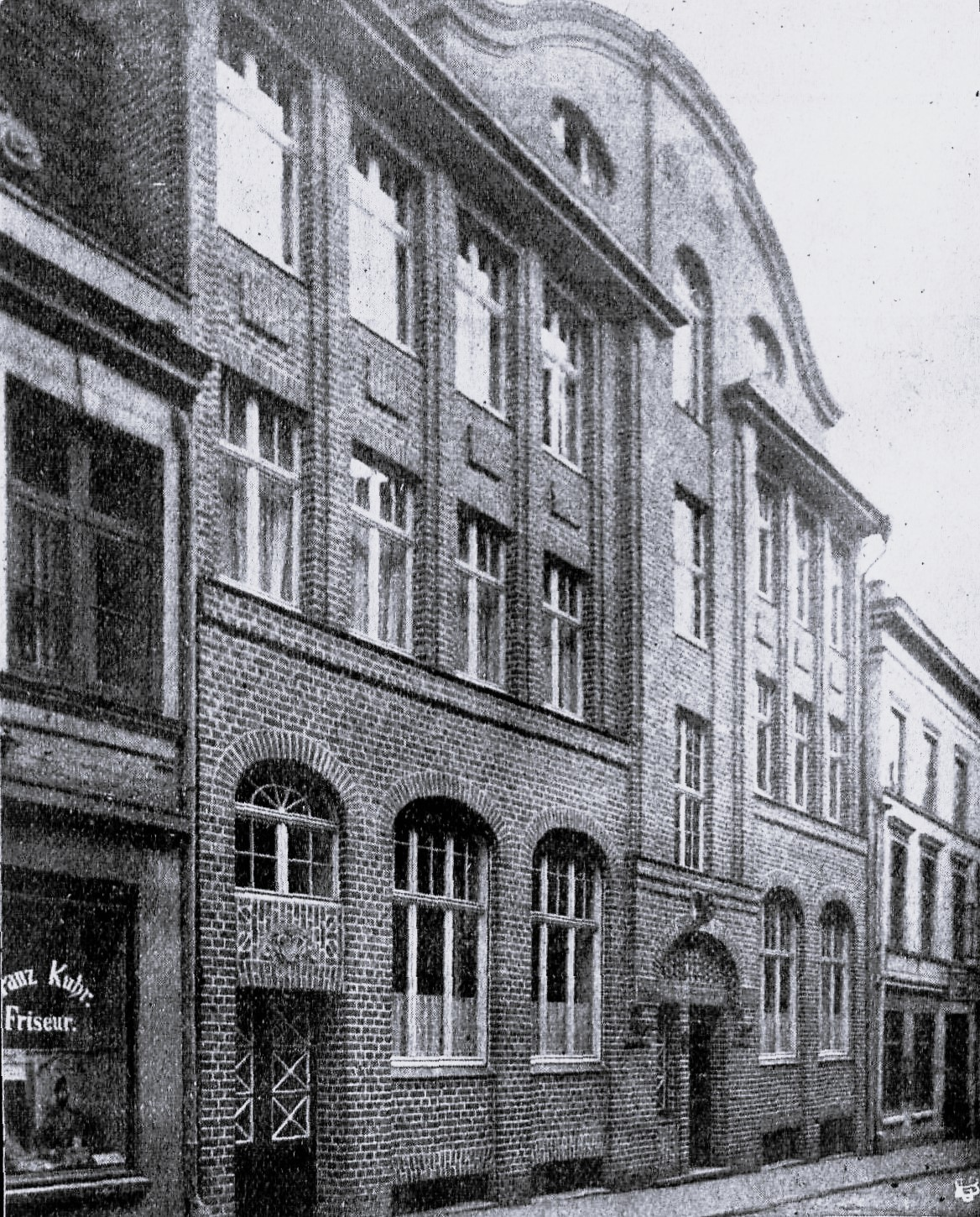
Das Hermberg’sche Haus, Nr. 23
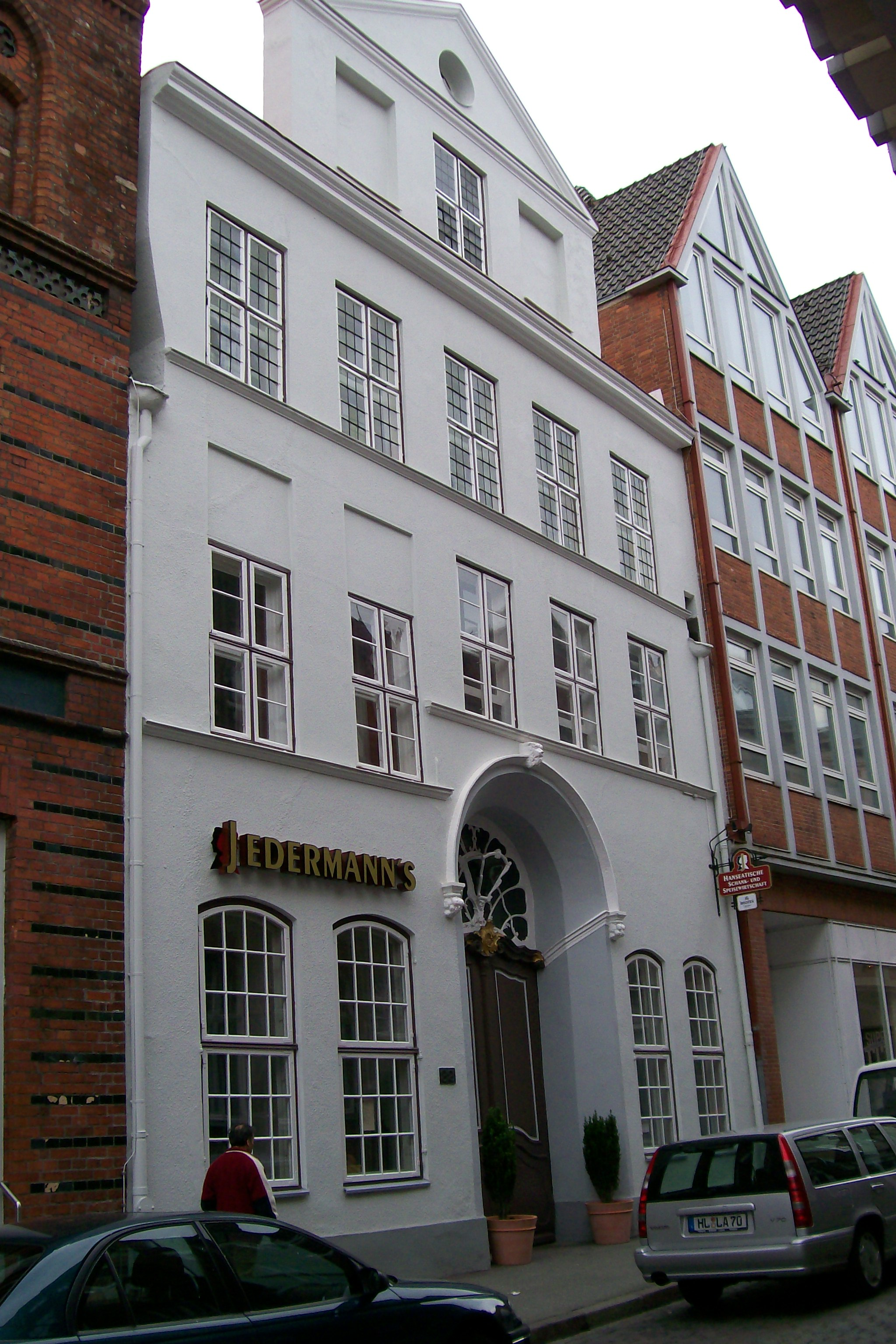
Ehemaliges Kontorhaus, Nr. 32
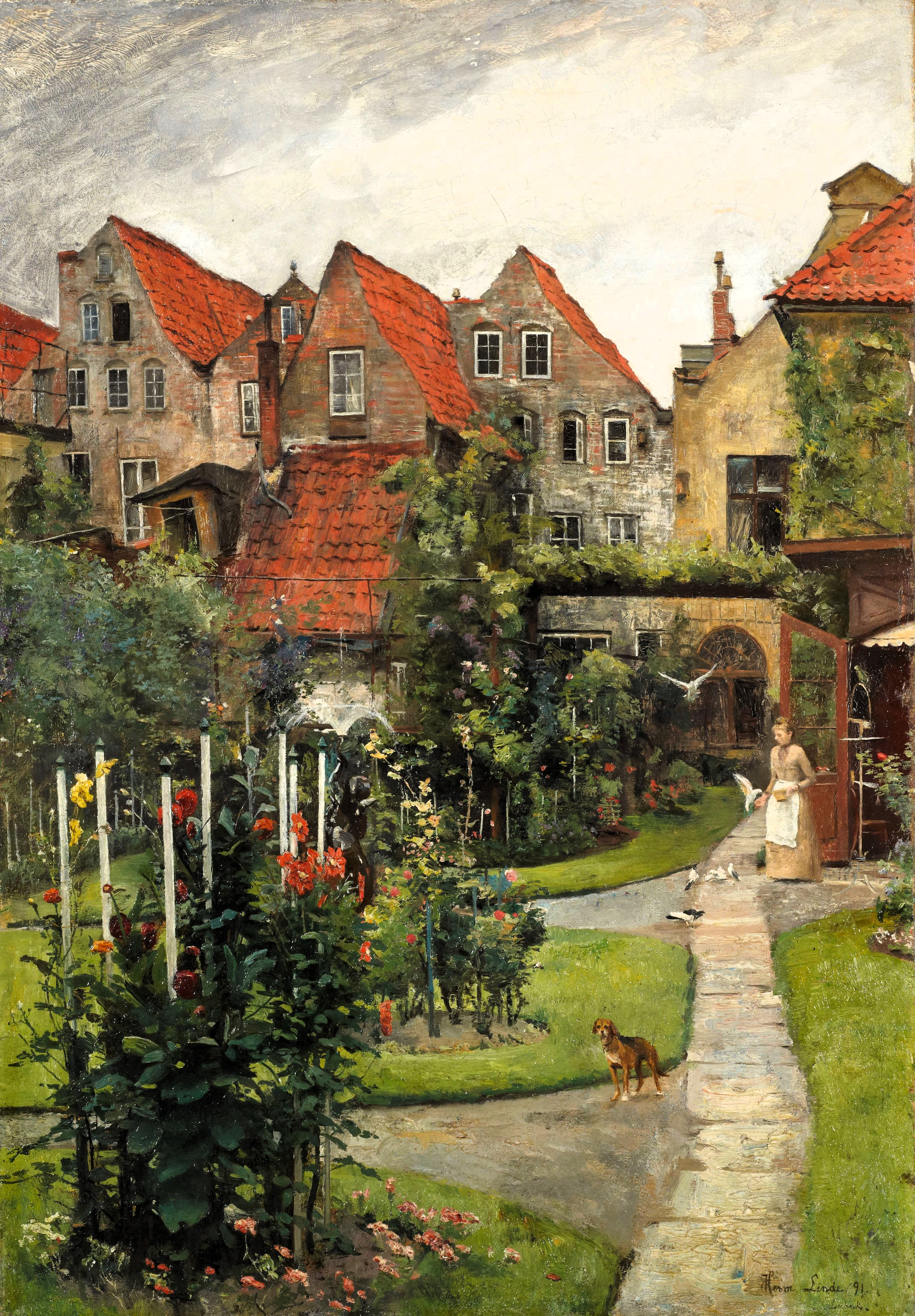
Hermann Linde: Lübecker Stadtgarten, Johannisstraße 64
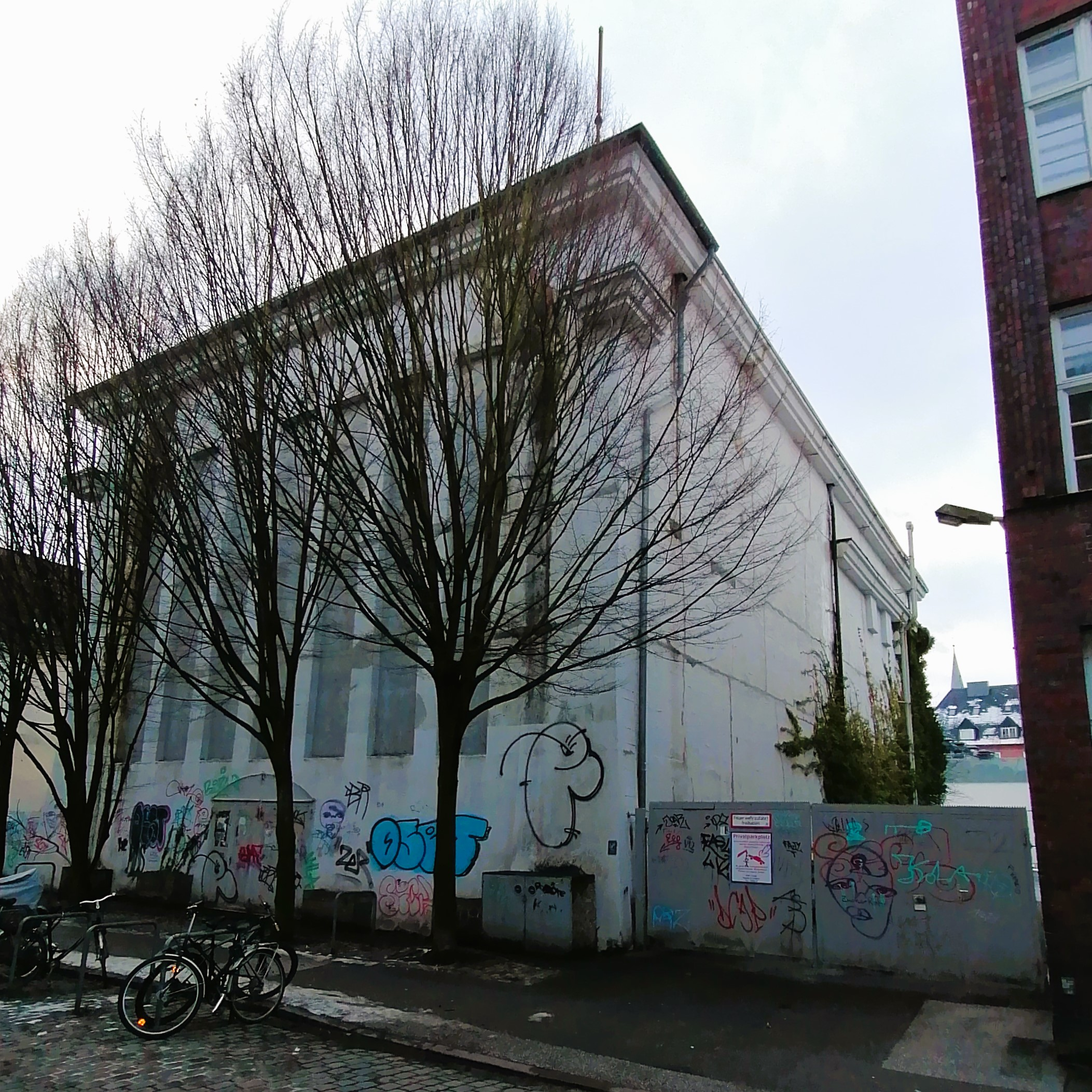
Einstiger Bunker

## Ehemalige Gebäude
- Johannisstraße 20
- Liste ehemaliger Lübecker Bauwerke

## Gänge und Höfe
Von der Dr.-Julius-Leber-Straße gehen oder gingen folgende Lübecker Gänge und Höfe ab (nach Hausnummern):
- 25/27: Kindlers Gang (abgängig)
- 37/39: Haasen-Hof (Stiftshof)
- 47: Sickmanns Gang (abgängig)
- 53/55: Brandenburgs Armenhaus
- 57: Albrechts Gang (abgängig)
- 67: Segebergs Armenhaus
- 71: St. Johannis Konvent
- 74: Tauben- oder Duven Gang (abgängig)
- 78: Gerken- oder Agneten Stift